# Paris Police 1905
 (février 2023).
Si vous disposez d'ouvrages ou d'articles de référence ou si vous connaissez des sites web de qualité traitant du thème abordé ici, merci de compléter l'article en donnant les références utiles à sa vérifiabilité et en les liant à la section « Notes et références ».
 (février 2023).
Paris Police 1900
Paris Police 1905 est un feuilleton télévisé français en six épisodes de 52 minutes diffusé du 12 au 26 décembre 2022 sur Canal+. Ce feuilleton fait suite à Paris Police 1900.
Au Québec, la série est diffusée à partir du 19 octobre 2023 sur ICI ARTV.

## Synopsis
L'inspecteur Antoine Jouin, enquête sur la mort d'un homme dans le Bois de Boulogne. Au fil des épisodes, on découvrira que ce meurtre est lié à d'autres.
La série aborde les thématiques de l'homosexualité, de la prostitution et de la syphilis sur fond de rivalité entre la Préfecture de police de Paris et la Brigade des mœurs lors de la Troisième République en France.

## Distribution
- Jérémie Laheurte : Antoine Jouin
- Évelyne Brochu : Marguerite Steinheil
- Thibaut Evrard : Joseph Fiersi
- Marc Barbé : Louis Lépine
- François Raison : Adolphe Steinheil
- Mathilde Weil : Louise Lépine
- Vincent Debost : Hector
- Alexandre Trocki : Commissaire Cochefert
- Eugénie Derouand : Jeanne Chauvin
- Mikaël Halimi : Quemener - Inspecteur
- Amélia Lacquemant : Marthe Steinheil
- Clotilde Mollet : Madame Émilie Rau Japy
- Christian Hecq : Professeur Alphonse Bertillon
- Laurent Poitreneau : Dr Philippe Verlot (4 épisodes)
- Caroline Darchen : Madame Fiersi
- Benoît Tachoires : Chandrot - Inspecteur
- Thibaud Gitton : Berthier - Inspecteur
- Gaëtan Peau : Guichard - Inspecteur des Mœurs
- Grégoire Baujat : Docteur Socquet (5 épisodes)
- Pierre Cévaër : Bournazel - Assistant Bertillon 1 (5 épisodes)
- William Rageau : Assistant Bertillon 2 (5 épisodes)
- David Lelièvre : Assistant Bertillon 3 (5 épisodes)
- Nicolas Bouchaud : Maître Weidmann (5 épisodes)
- Talina Boyaci : Mariette (4 épisodes)

## Production

### Polémique
Selon Le Canard enchaîné, Vincent Bolloré (propriétaire de Canal+) aurait mis la pression et fait censurer certains passages de la série qui traitent de l'Église catholique, de l'homosexualité ou de la loi de 1905.